# Ушенин, Владимир Васильевич
Владимир Васильевич Ушенин (15 октября 1946, Ростов-на-Дону — 10 марта 2023, Ростов-на-Дону) — композитор, баянист, педагог, кандидат искусствоведения, профессор Ростовской консерватории. Заслуженный артист РСФСР (1991).

## Биография
Родился 15 октября 1946 года, в городе Ростове-на-Дону. Владимир Ушенин в 1960 году закончил музыкальную школу (кл. Внукова М. Ф.). Ростовское музыкальное училище (класс А. Н. Крахоткиной) окончил в 1964 году. В. В. Ушенин окончил в 1969 году Саратовскую государственную консерваторию и там же ассистентуру-стажировку (руководитель — Б. И. Скворцов).
Владимир Васильевич с 1971 года работал в Ростовском государственном музыкально-педагогическом институте (РГМПИ), ведёт класс специального инструмента (баян, аккордеон) и ансамбля. Владимир Васильевич Ушенин читал курсы истории исполнительства на народных инструментах, переложения и инструментовки для ансамбля, концертмейстерского мастерства.
С 1993 года — профессор Ростовской консерватории.
С 2003 года Ушенин преподавал также в средней специальной музыкальной школе при РГК им. С. В. Рахманинова.
Владимир Васильевич преподавал на отделении руководителей ансамблей русских народных инструментов Ростовского филиала Санкт-Петербургского университета культуры и искусства — заведующий кафедрой (1995—2001).
1996—2002 — заведующий кафедрой народных инструментов Тамбовского государственного музыкально-педагогического института.
1995—1997 — работал профессором-консультантом Волгоградского муниципального института искусств им. П. А. Серебрякова.
В 2006 году защитил кандидатскую диссертацию на тему «Становление и развитие профессионального исполнительства на русских народных инструментах в донском крае (1920—1990-е годы)» в Ростовской консерватории.
С 1976 года Ушенин В. В. — художественный руководитель и баянист ансамбля русских народных инструментов «Калинка» Ростовской областной филармонии.
Владимир Васильевич в составе ансамбля русских народных инструментов «Калинка» и как солист-баянист выступал в самых различных уголках России, побывал на гастролях во многих странах мира: Финляндии, Норвегии, Испании, Португалии, Великобритании, Марокко, Болгарии, Румынии, Германии, Дании, Франции, Сомали и в других странах. Около 30 пьес было записано коллективом для фондов Всесоюзного радио. Фирма «Мелодия» выпустила диск-гигант ансамбля («Ой, да ты, калинушка») в 1989 году.
В 1990-х годах — записаны 5 компакт-дисков: «Играет „Калинка“», «Танцевальная музыка народов мира», «Музыка композиторов Дона», «Русские народные песни» (с лауреатом Всесоюзного конкурса «Новые имена» Н. Образцовой), «Мелодии русской души» (с заслуженным артистом Российской Федерации Г. Тарановым). Владимир Васильевич Ушенин выпустил сольный диск «Популярная классика и фольклор».
Профессор В. В. Ушенин подготовил более 70 выпускников: заслуженный артист Российской Федерации, лауреат Международного конкурса, ректор Тамбовского государственного музыкально-педагогического института им. С. В. Рахманинова — профессор Р. Н. Бажилин; заслуженный артист Российской Федерации, лауреат Международного конкурса, профессор Ростовской консерватории — В. И. Шишин; заслуженный артист Республики Адыгея, лауреат Всероссийского и Международного конкурсов, доцент Краснодарского института культуры — Б. Е. Полун; лауреат Всероссийского и Международного конкурсов, заслуженный артист Республики Адыгея — А. Е. Полун; дипломант Всесоюзного конкурса, преподаватель Вильнюсской консерватории Л. А. Шляконите; лауреаты Всероссийских конкурсов А. Данько, И. Ильинский, Д. Васильев.
Ушенин В. В. являлся автором свыше 100 научных и методических публикаций.
Скончался 10 марта 2023 года.

## Заслуги
- Заслуженный артист РСФСР;
- Лауреат III Всероссийского конкурса исполнителей на народных инструментах (Тула, 1986, III премия);
- Награждён «Серебряным диском» («За заслуги в баянном искусстве») Международного фестиваля «Баян и баянисты» (Москва, 2016);
- Премия «Вершина гармонии» («За многолетний вклад в развитие исполнительства на народных инструментах») Международного музыкального центра «Гармония» (Ростов-на-Дону, 2016);
- Профессор Ростовской консерватории (1993).